# Pirata rubicundicoloratus
Pirata rubicundicoloratus este o specie de păianjeni din genul Pirata, familia Lycosidae. A fost descrisă pentru prima dată de Strand, 1906.
Este endemică în Algeria. Conform Catalogue of Life specia Pirata rubicundicoloratus nu are subspecii cunoscute.